# James Hall (ginnasta)
James Robert Hall (Bankstown, 6 ottobre 1995) è un ginnasta britannico.

## Biografia
James Hall ha debuttato da senior a livello internazionale nel 2014, disputando la tappa di Coppa del Mondo che si è svolta a Glasgow. Agli Europei di Cluj-Napoca 2017 si è piazzato terzo nel concorso individuale, dietro il russo Artur Dalalojan e l'ucraino Oleh Vernjajev; inoltre ha raggiunto pure la finale alla sbarra, dove con 14.333 punti ha terminato al quarto posto dietro il russo David Beljavskij (14.366 punti).
Insieme a Dominick Cunningham, Joe Fraser, Courtney Tulloch, e Max Whitlock, ha vinto la medaglia d'argento nel concorso a squadre ai successivi Europei di Glasgow 2018. Ancora una volta ha guadagnato nuovamente anche la finale alla sbarra, classificandosi quinto. Due mesi più tardi ha disputato i suoi primi campionati mondiali in occasione di Doha 2018, raggiungendo il quinto posto con il Regno Unito nella gara a squadre e l'ottavo posto nel concorso individuale.